# Йорн, Карл
Карл Йорн (нем. Karl Jörn; 5 января 1873, Рига — 19 декабря 1947, Денвер) — немецко-американский оперный певец (тенор).
Учился вокалу в Берлине, дебютировал в 1896 г. во Фрайбурге, пел в Цюрихе и Гамбурге. В 1902—1908 гг. солист Берлинской королевской оперы, выступал в том числе в вагнеровском репертуаре.
С 1908 г. жил и работал в США, в 1916 г. принял американское гражданство. На сцене Метрополитен-опера пел самые разные партии, от Моцарта до Масканьи, в 1909 г. исполнил партию Еника в американской премьере «Проданной невесты» Б. Сметаны. В 1908 г. участвовал в записи опер Гуно «Фауст» и Бизе «Кармен», которые стали первыми полными записями опер в истории.
Сборник оперных арий в исполнении Йорна (записи 1905—1914 гг.) в 2007 году выпущен на CD Гамбургским архивом вокального искусства.